# Sônia Fátima da Conceição
Sônia Fátima da Conceição (Araraquara, 1951) é uma escritora brasileira.

## Carreira
Graduou-se em Ciências Sociais pela Faculdade de Ciências e Letras de Araraquara. Em 1974, ajudou a fundar o Grupo de Teatro do REBU, em São Carlos, que se manteve ativo até 1976. Em 1983 entrou para o grupo Quilombhoje. Publicou seus primeiros contos e poemas nos Cadernos Negros. T

## Obras
- 1991 - Marcas, sonhos e raízes (novela)

### Não ficção
- 1982 - Ser negro, povo, gente: uma situação de urgência. In Reflexões sobre a literatura afro-brasileira (Quilombhoje)